# Garu
Garu is een bestuurslaag in het regentschap Nganjuk van de provincie Oost-Java, Indonesië. Garu telt 3124 inwoners (volkstelling 2010).